# Kresy (Miklesz)
Kresy – część wsi Miklesz w Polsce, położona w województwie łódzkim, w powiecie sieradzkim, w gminie Złoczew. Wchodzą w skład sołectwa Miklesz.
W latach 1975–1998 Kresy administracyjnie należały do województwa sieradzkiego.